# Wedel
Wedel è una città dello Schleswig-Holstein, in Germania.
Appartiene al circondario di Pinneberg.
Vi morì, il 31 agosto del 1667, il poeta Johann Rist..

Vi nacque, il primo giugno 1968, l'aviatore tedesco Mathias Rust, noto per il suo atterraggio nella Piazza Rossa a Mosca, avvenuto nel 1987.

## Sport
- SC Rist Wedel